# L'amore di Dio
L'amore di Dio (Pensées sans ordre concernant l'amour de Dieu) è una raccolta di dieci scritti, in gran parte inediti, comprendenti lettere e brevi saggi, composti della filosofa e mistica francese Simone Weil nei suoi ultimi anni di vita, fra il 1940 e il 1943, e pubblicati postumi, nel 1962, dalla casa editrice Gallimard (per le indicazioni sui testi, si fa qui riferimento alla Nota dell'editore dell'edizione Borla): 
1. Appunti sull'amore di Dio
2. Il cristianesimo e la vita dei campi
Già pubblicato nella rivista La Vie intellectuelle del luglio 1953.
3. Riflessioni senza ordine sull'amore di Dio
È il testo che, nell'edizione originale, dà il titolo all'intera raccolta.
4. Israele e i Gentili
Testo che avrebbe dovuto far parte di un lavoro più vasto (la Weil l'aveva contrassegnato col numero "uno"). Assieme ai primi tre, probabilmente fu scritto a Marsiglia tra l'ottobre 1940 e il maggio 1942.
5. Lettera a Déodat Roché (23 gennaio 1941)
6. Questionario
Fu inviato a padre Clément, un benedettino che la Weil conobbe nell'aprile del 1942 presso l'abbazia d'En-Calcat. Dopo breve tempo, l'autrice espresse gli stessi dubbi, in maniera più articolata, nella Lettera a un religioso inviata a padre Couturier.
7. Lettera a Joë Bousquet (12 maggio 1942)
8. L'amore di Dio e l'infelicità
L'inizio di questo testo è pressoché identico alle ultime pagine dello scritto L'amore di Dio e la sventura, contenuto nella raccolta Attesa di Dio.
9. Teoria dei sacramenti
Fu inviata, assieme a una lettera, a Maurice Schumann. Il testo venne pubblicato, con un'introduzione dello stesso Schumann, nella rivista Réalités del maggio 1958.
10. Ultime pagine
Scritte dalla Weil, presumibilmente, nei suoi ultimi giorni di vita.

## Edizioni in lingua italiana
- Simone Weil, L'amore di Dio, traduzione di Giulia Bissaca e Alfredo Cattabiani, introduzione di Augusto Del Noce, Torino, Borla, 1968, ISBN non esistente.
- Simone Weil, Pensieri disordinati sull'amore di Dio, traduzione di Nanda Tajana e Rienzo Colla, Vicenza, La locusta, 1982, ISBN non esistente.
- Simone Weil, L'amore di Dio, traduzione di Giulia Bissaca e Alfredo Cattabiani, introduzione di Augusto Del Noce, 2ª ed., Roma, Borla, 2010, ISBN 978-88-263-0004-7.